# Fournets-Luisans
Fournets-Luisans is een gemeente in het Franse departement Doubs (regio Bourgogne-Franche-Comté) en telt 501 inwoners (1999). De plaats maakt deel uit van het arrondissement Pontarlier.

## Geografie
De oppervlakte van Fournets-Luisans bedraagt 27,4 km², de bevolkingsdichtheid is 18,3 inwoners per km².

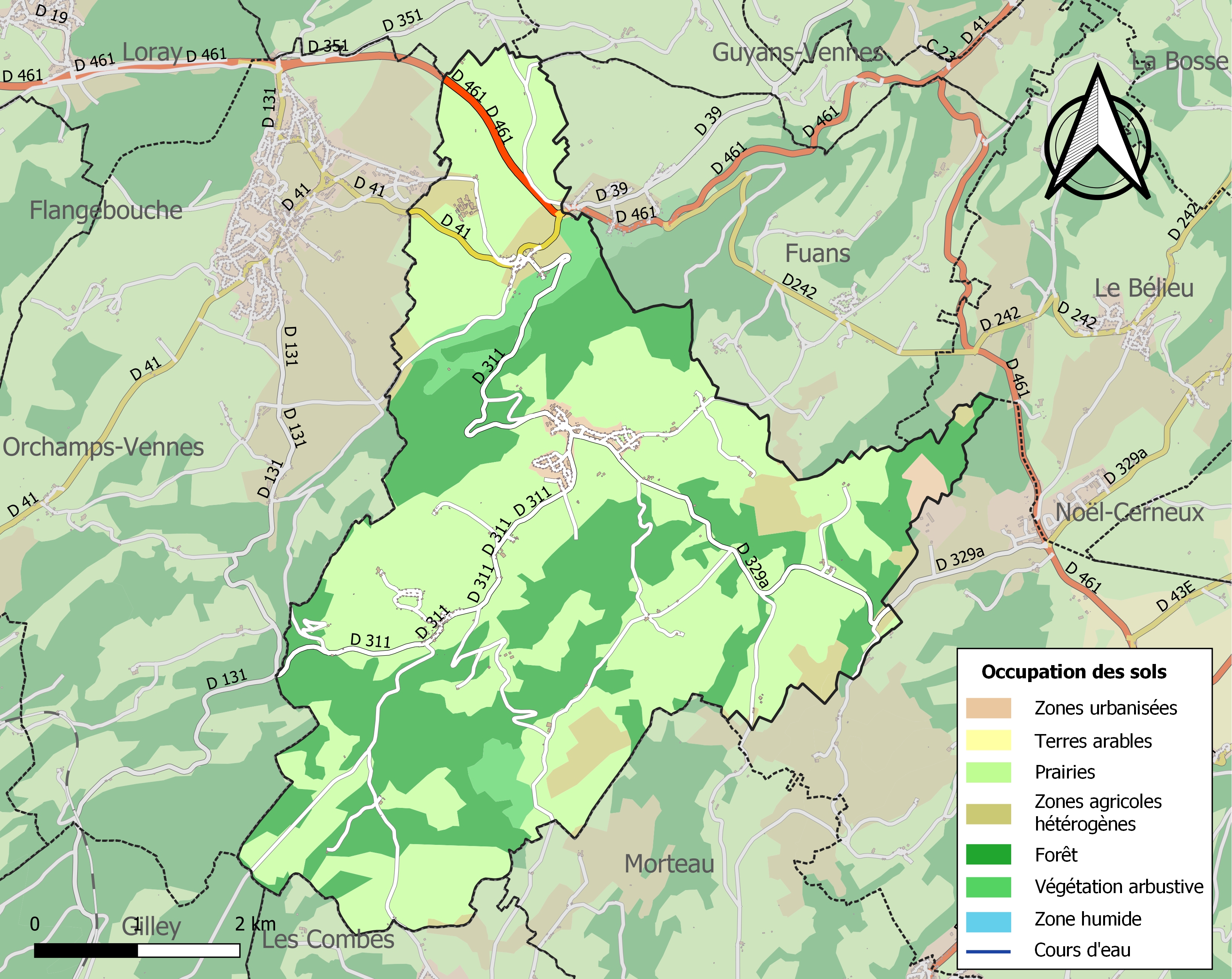
Kaart van de gemeente met de belangrijkste infrastructuur, bodemgebruik en omliggende gemeenten

## Demografie
Onderstaande figuur toont het verloop van het inwonertal (bron: INSEE-tellingen).